# Busto di Giovanni Vigevano
Il Busto di Giovanni Vigevano è una scultura di marmo realizzata da Gian Lorenzo Bernini. L'opera è stata scolpita tra il 1617 e il 1618, collocata all'interno della tomba del Vigevano, dopo la sua morte nel 1630. La tomba si trova nella Basilica di Santa Maria sopra Minerva a Roma 

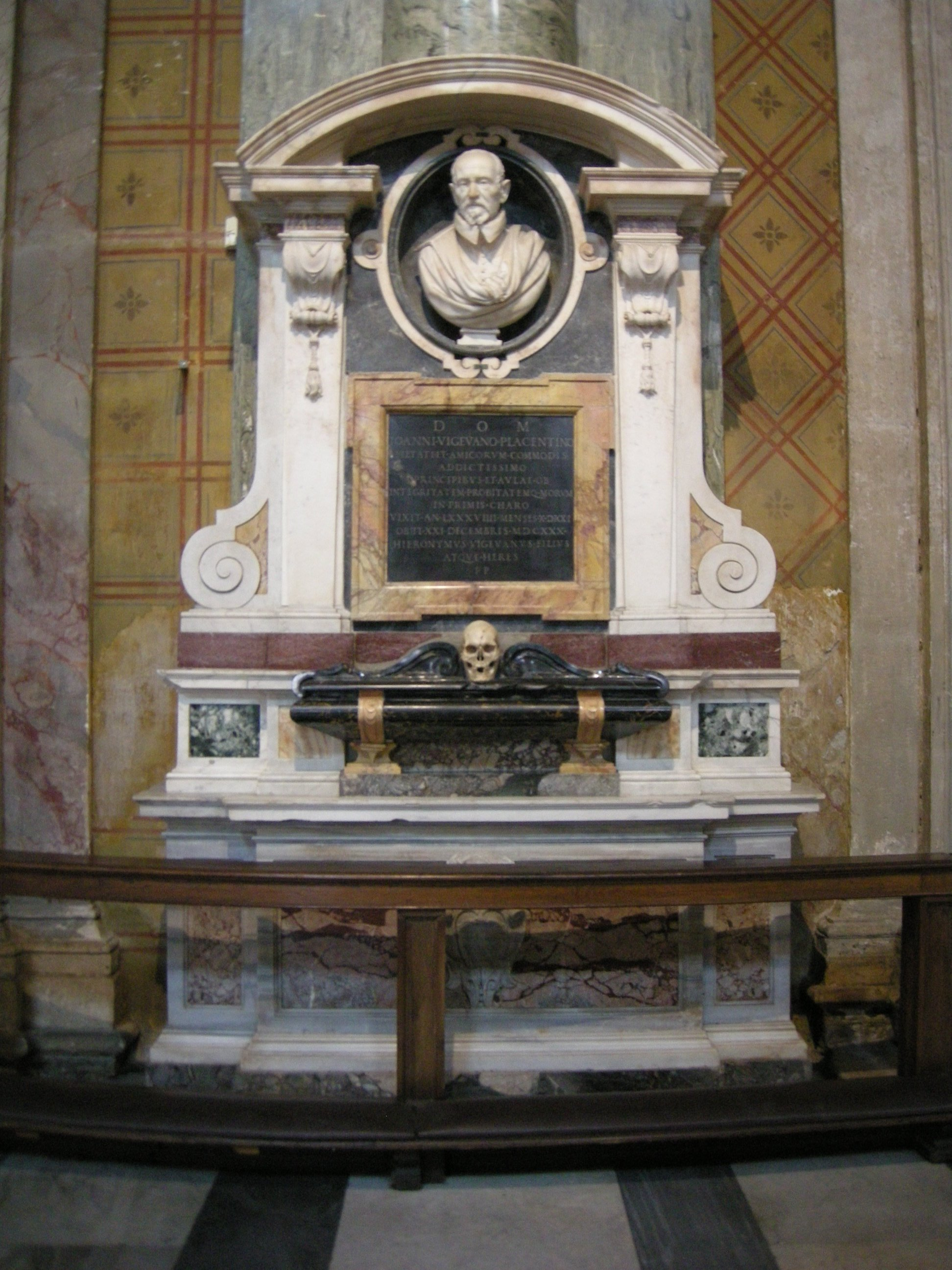
Tomba di Giovanni Vigevano